# Yaoundé II
Yaoundé II (ou Yaoundé 2e) est une commune d'arrondissement de la communauté urbaine de Yaoundé, département du Mfoundi dans la région du Centre du Cameroun. Elle a pour chef-lieu le quartier Tsinga.

## Géographie
Elle s'étend au centre-ouest de la partie nord de la ville, à l'ouest de Yaoundé I et au nord-est de Yaoundé VII. La commune est drainée dans sa partie sud par la rivière Abiergue. Au centre la commune s'étend sur la partie orientale du Mont Messa et plus au nord elle englobe le Mont Mbankolo et le Mont Fébé.
| Okola       | Okola      |             |
| Yaoundé VII | Yaoundé II | Yaoundé I   |
|             | Yaoundé VI | Yaoundé III |

## Histoire
L'arrondissement de Yaoundé IIe est créé en 1974. La commune d'arrondissement est créée en 1987. Elle est démembrée de sa partie sud-ouest en 2007 pour former Yaoundé VII.

## Administrative
Elle est dirigée par un maire depuis 1987.
| Période     | Identité       | Parti  | Notes                                                                                                 |
| ----------- | -------------- | ------ | --- |
| 2019 - 2025 | Yannick Ayissi | RDPC   | fonctionnaire                                                                                         |
| 2007 - 2018 | Luc Assamba    | RDPC   | dirigeant sportif                                                                                     |
|             |                |        | |
| 1987 - 1991 | David Djomo    | [RDPC] | Premier et unique maire bamileke, maire fondateur et président créateur du syndicat des transporteurs |

## Quartiers
La commune est constituée de 18 quartiers:
- Tsinga
- Briqueterie
- Madagascar
- Nkomkana I & III
- Nkomkana II
- Ntougou I
- Ntougou II
- Mokolo quartier
- Mokolo marché
- Ekoudou
- Febe
- Oliga
- Messa-Carrière
- Azegue Messa Mezala
- Messa Plateau, Angono, Doumassi, Ekoazon
- Cité Verte
- Etetack Abobo
- Grand Messa, Messa Administratif.

## Chefferies traditionnelles
L'arrondissement de Yaoundé IIe compte deux chefferies traditionnelles de 2e degré reconnues par le ministère de l'administration du territoire et de la décentralisation :
- 99 : Mvog Tsoung-Mballa
- 100 : Chefferie de Groupement Ekoudou

## Édifices, parcs et jardins
- Ministère de la Santé publique, quartier Grand Messa
- Palais polyvalent des sports de Yaoundé
- Bois Sainte Anastasie

## Éducation et enseignement
- École nationale supérieure de Police
- Lycée de la cité-verte(enseignement secondaire)
- Complexe scolaire privé bilingue les armandins (enseignement secondaire : NKOMKANA ; enseignement primaire: cité-verte lieu dit "yoyobar")
- École publique des sources (Madagascar)
- École publique de la cité-verte
- Lycée de Tsinga (enseignement secondaire)
- Institut bilingue blaina (enseignement secondaire)
- École publique de tsinga (enseignement primairense
- École publique d'Ekoudou (enseignement primaire)
- Lycée Technique de Yaoundé II (enseignement secondaire)

## Santé
- Hôpital central de Yaoundé
- Hôpital de District de la Cité-Verte
- Centre Médical d'Arrondissement de Tsinga
- Centre de Santé Intégré de la Briqueterie

## Cultes et édifices religieux
- Monastère Notre Dame du Mont Fébé fondé en 1964.
- Grande mosquée de Yaoundé, fondée en 1952, quartier Ekoudou
- Mosquée du milieu, fondée en 1936, quartier Ekoudou

- Mosquée du Complexe islamique de Tsinga

## Ambassades

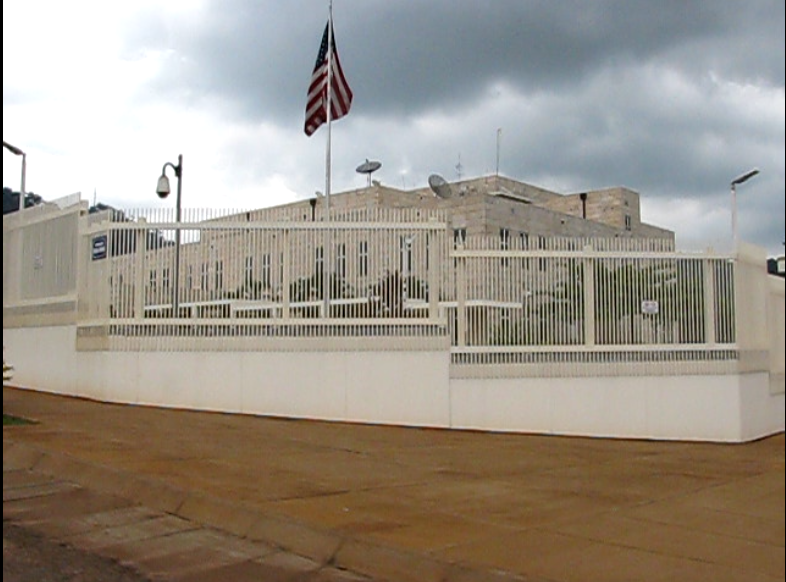
Ambassade des Etats-Unis

La commune compte plusieurs représentations diplomatiques sur son territoire :
- Ambassade des Etats-Unis, avenue Rosa Parks
- Ambassade d'Italie
- Nonciature apostolique, Mont Fébé
- Ambassade de Grèce, Mont Fébé
- Ambassade de Libye
- Ambassade de Tunisie
- Ambassade d'Arabie Saoudite

## Économie et marchés
- Marché du 8e, Marché aux bestiaux
- Marché Mokolo

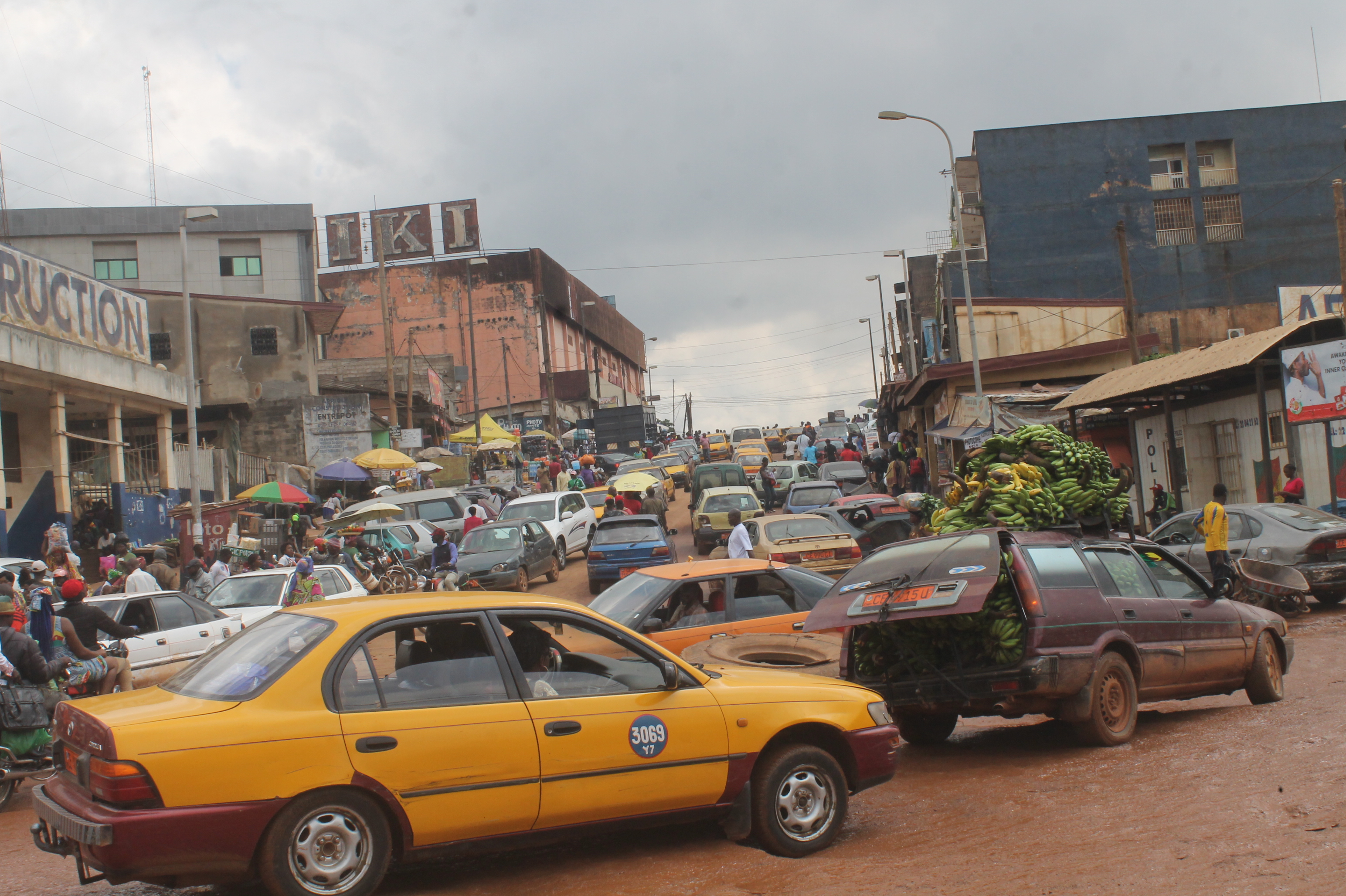
Circulation à Mokolo.
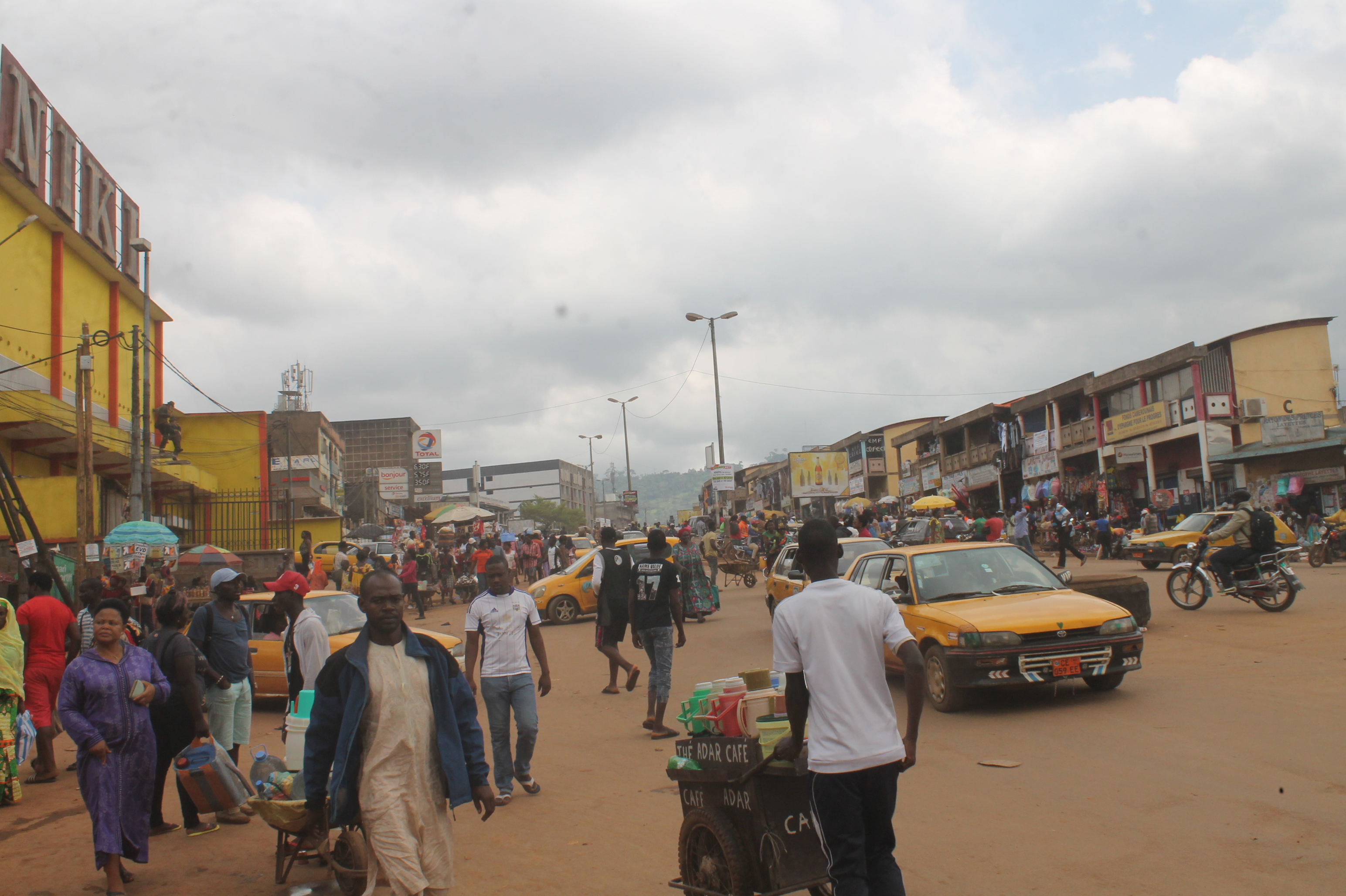
Mokolo.
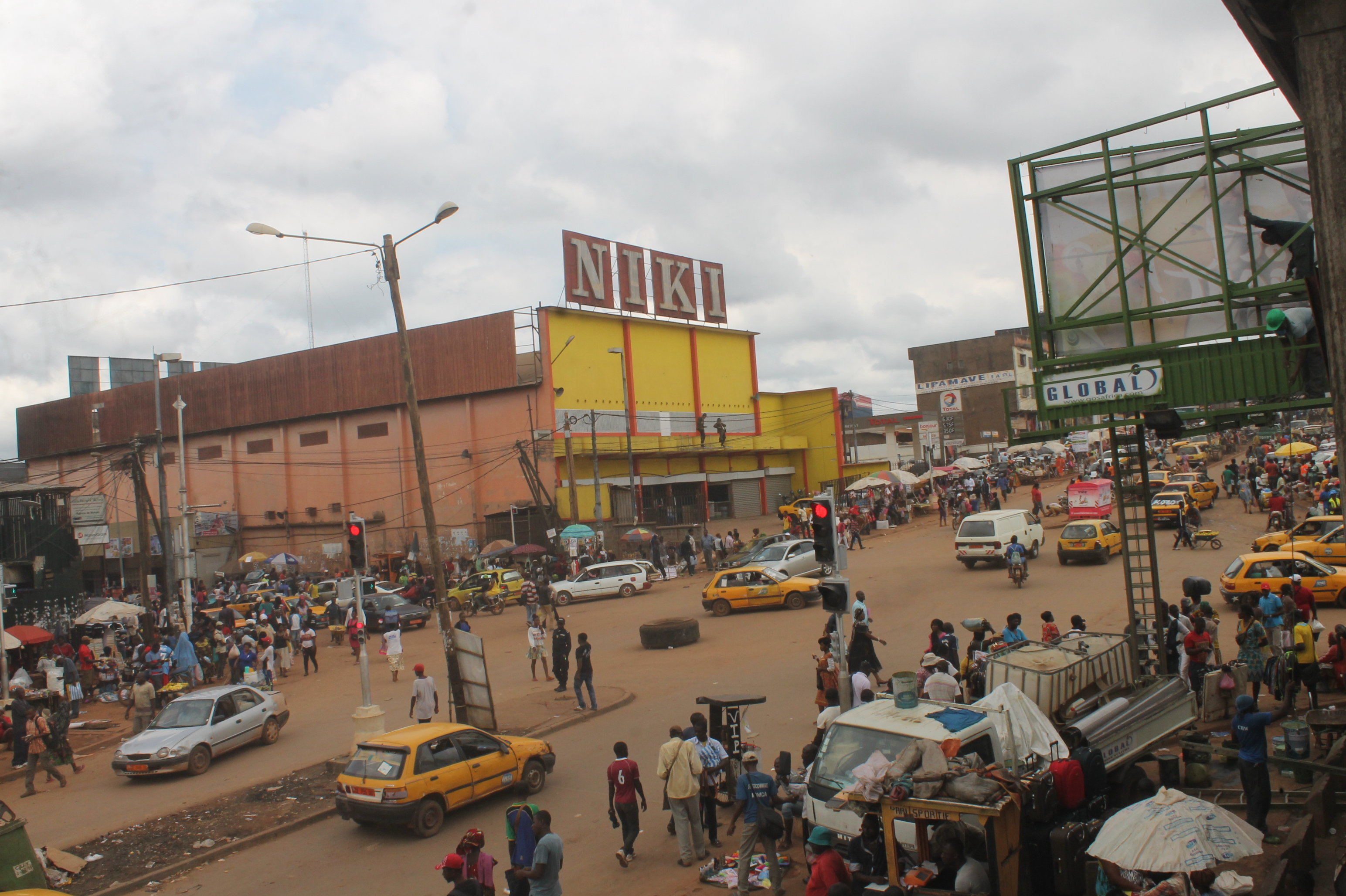
Mokolo.
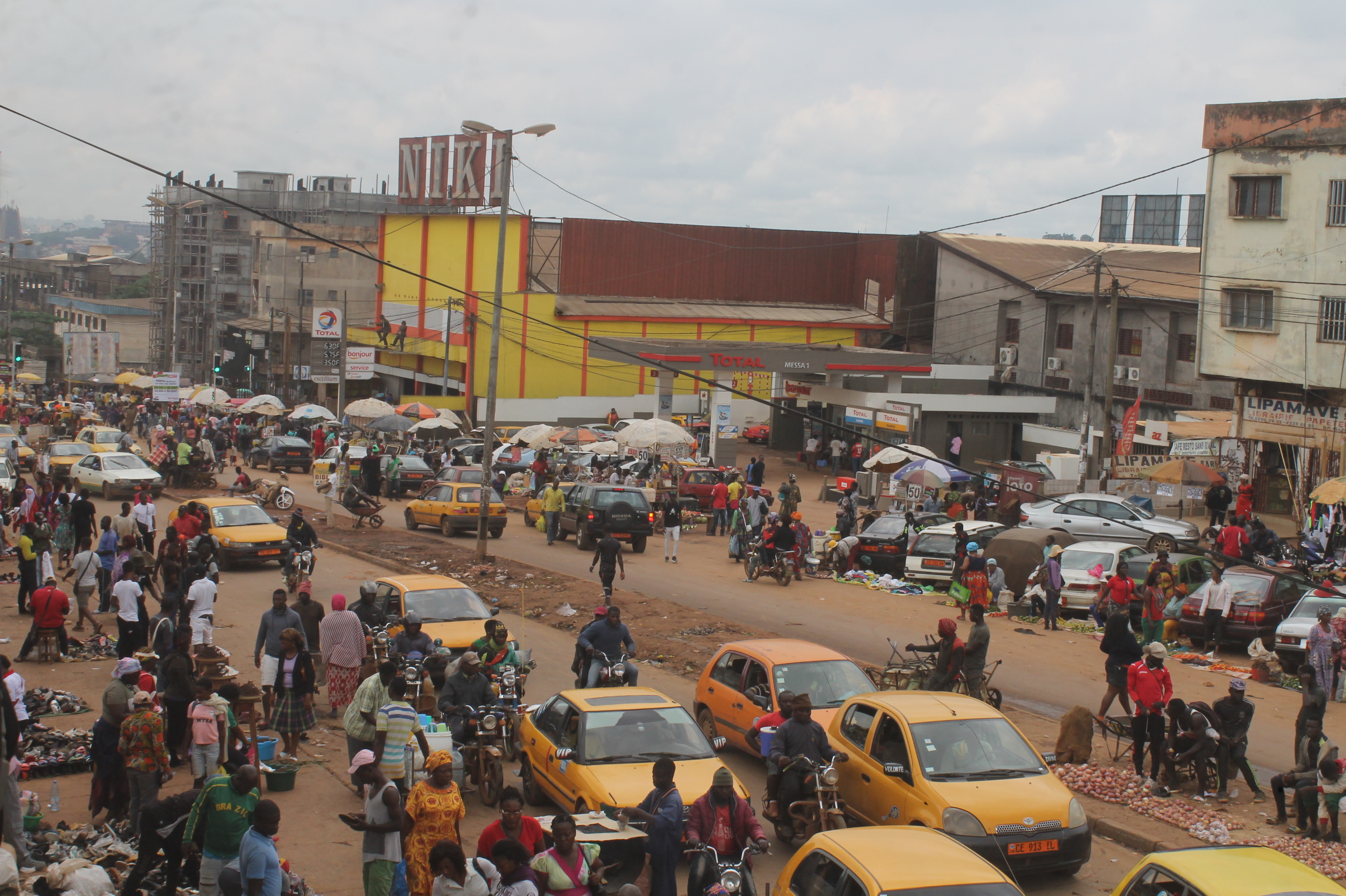
Marché de Mokolo.
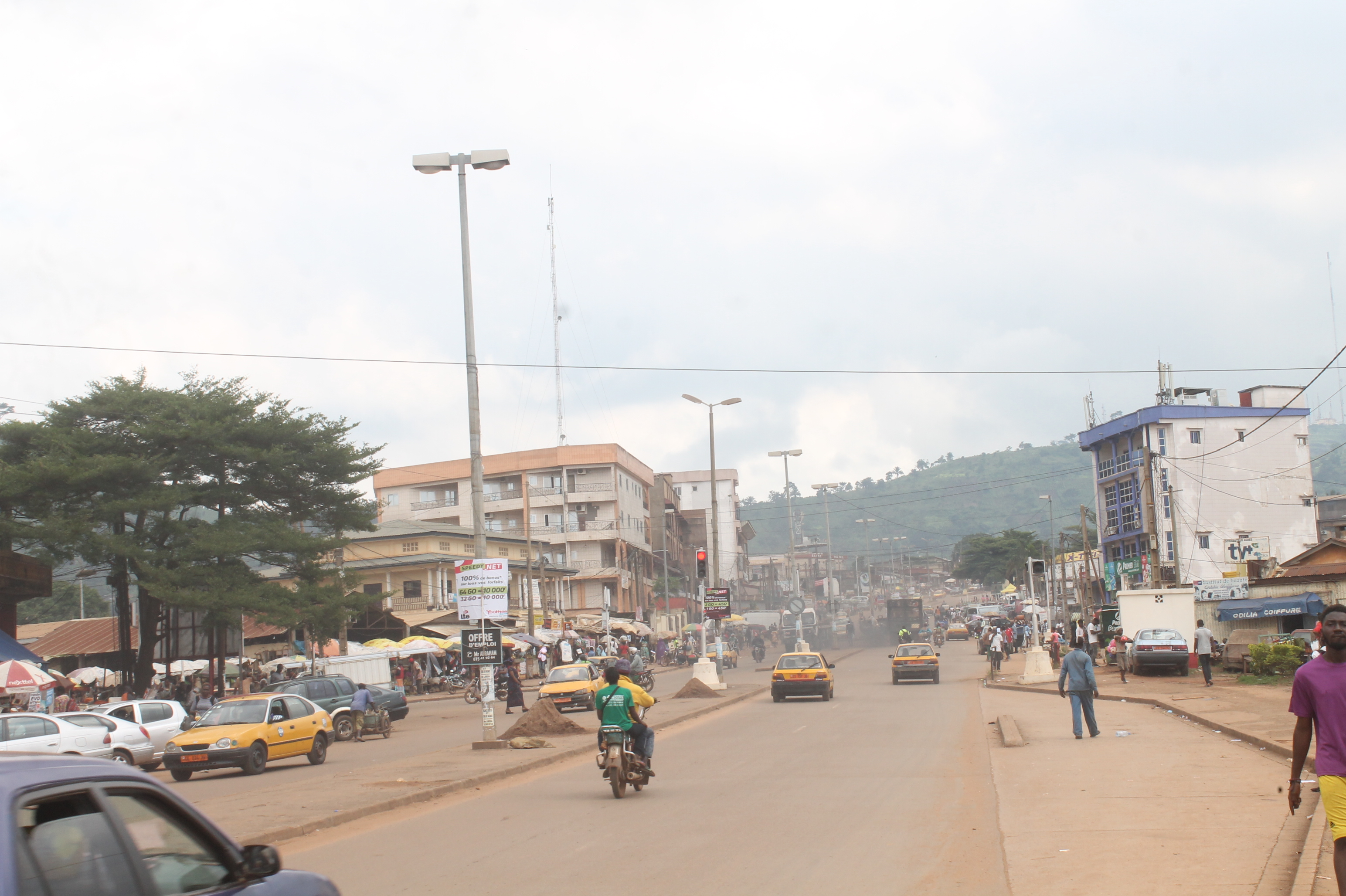
De Mokolo vers Madagascar.

## Transports
La commune est limitée au sud par la route provinciale P11 nommée boulevard Rudolph Manga Bell.

## Sports
- Golf club de Yaoundé
- Club hippique de Yaoundé